# Temporada 2023 de la Copa Racer
La temporada 2023 de la Copa Racer fue la tercera temporada de esta competición. Dio comienzo en el Circuito de Navarra el 1 de abril y finalizó el 26 de noviembre en el Autódromo do Estoril. El subcampeón de 2021 Álvaro Vela y el rookie Sebastián Villadary se proclamaron vencedores del certamen tras ser muy regulares en todas sus participaciones y siempre terminando en el top 5. Alejandro Barambio que contó con la ayuda de Tony Albacete en la segunda parte del campeonato y los hermanos gruau completaron el top tres. Marta Suria volvió a la competición tras tres años de ausencia, realizando unas excelentes cuarta y quinta ronda, pero faltando a la segunda y a la última.

## Novedades del campeonato[3]
- Se adopta del formato de tres carreras (dos individuales y una con coche compartido) para todas las rondas puntuables de la temporada.
- Los entrenamientos libres y las sesiones de entrenamientos oficiales aumentan su duración en 5 minutos. El tiempo de parada mínima obligatoria se reduce de 100 a 80 segundos.
- Se establece un sistema de hándicaps por tiempo para los tres primeros clasificados de la carrera anterior, a cumplir en la parada obligatoria